# 클레멘스 시크
클레멘스 시크(독일어: Clemens Schick, 1972년 2월 15일 ~ )는 독일의 배우이다.

## 영화
- 도그맨 (2023년) - 마이크 먼로 역
- 세르지우 (2020년) - 개비 역
- 키드냅핑 스텔라 (2019년)
- 페어로레네 (2018년)
- 레이크 (2017년)
- 오버드라이브 (2017년) - 맥스 클램프 역
- 히든 리저브 (2016년)
- 아우토반 (2016년) - 미르코 역
- 특별한 크리스마스 (2015년)
- 포인트 브레이크 (2015년) - 로치 역
- 다크 밸리 (2014년)
- 프라이아 도 푸투로 (2013년)
- 지아그러피 오브 더 하트 (2013년) - 펠릭스 역
- 포가튼 - 잊혀진 소녀 (2012년) - 요하네스 역
- 호텔 디자이어 (2011년)
- 라르고 윈치 2 (2011년)
- 헐리우드 드라마 (2010년)
- 신디 더즈 낫 러브 미 (2010년)
- 007 카지노 로얄  (2006년) - 크랫 역
- 에너미 앳 더 게이트 (2001년) - 독일 NCO 역